# The Man from the West (film 1914)
The Man from the West è un cortometraggio muto del 1914 diretto e interpretato da Romaine Fielding.

## Produzione
Il film - un cortometraggio a 2 bobine - fu prodotto dalla Lubin Manufacturing Company.

## Distribuzione
Distribuito dalla General Film Company, il cortometraggio venne distribuito nelle sale degli Stati Uniti il 22 gennaio 1914.